# مجله شخصیت و تفاوت‌های فردی
مجله شخصیت و تفاوت‌های فردی، یک مجله علمی دانشگاهی است که ۱۶ بار در سال توسط الزویر منتشر می شود. 
این مجله در سال ۱۹۸۰ تاسیس شد و مجله‌ی رسمی انجمن بین المللی برای مطالعه تفاوت‌های فردی است. 

## ویراستاران
سردبیر نشریه دونالد ساکلوفسکه است. ویراستاران قبلی شامل فیلیپ ای. ورنون و سیبیل بی. جی. آیزنک هستند. سردبیر موسس مجله شخصیت و تفاوت‌های فردی، هانس یورگن آیزنک بود.

## محدوده کاری
این مجله، تفاوت‌های فردی را که به طور گسترده تصور می شود، با مقالاتی در زمینه روانشناسی اجتماعی، فرآیندها، شخصیت، هوش، جنبه های خاص طبیعت انسان مانند خلاقیت، و پرخاشگری و همچنین کاربردهای بالینی، اقتصادی و منابع انسانی پوشش می دهد. مقالات اغلب از تکنیک‌هایی مانند مدل‌سازی معادلات ساختاری و تحلیل روان‌سنجی مقیاس‌ها یا رویکردهای ژنتیک رفتاری و روان‌شناسی فرگشتی استفاده می‌کنند. 